# St. Ludwig (München)

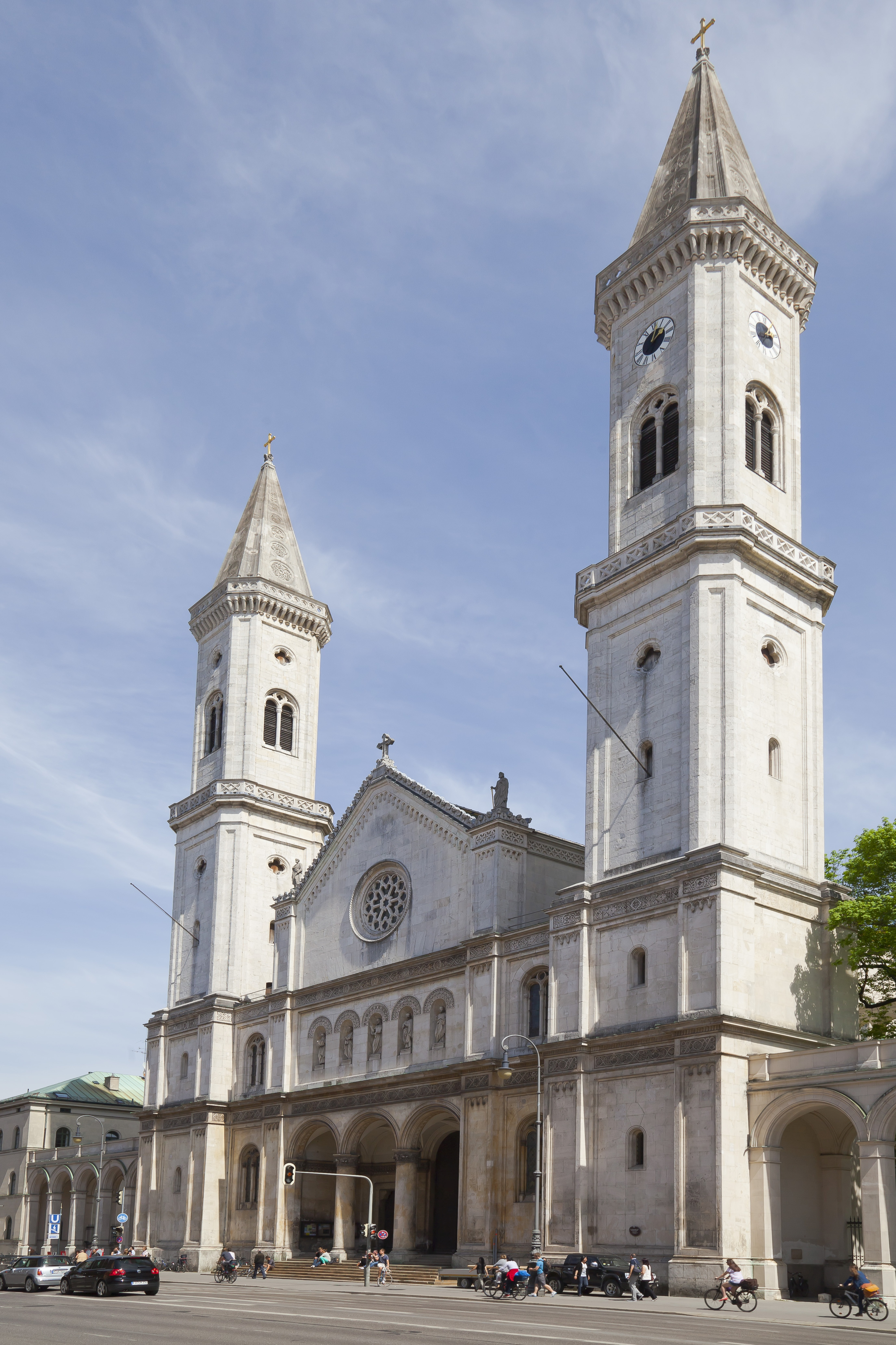
Katholische Pfarr- und Universitätskirche St. Ludwig, München

Die zwischen 1829 und 1844 errichtete katholische Pfarr- und Universitätskirche St. Ludwig in München, genannt Ludwigskirche, ist der erste Monumentalkirchenbau im Rundbogenstil und besitzt das zweitgrößte Altarfresko der Welt.

## Lage
St. Ludwig (Ludwigstr. 20) steht im nördlichen Teil der Ludwigstraße und bildet den städtebaulichen Auftakt der in Ost-West-Richtung verlaufenden Schellingstraße. Sie hat einen eigenen Aufgang des U-Bahnhofs Universität der U3/U6.

## Geschichte

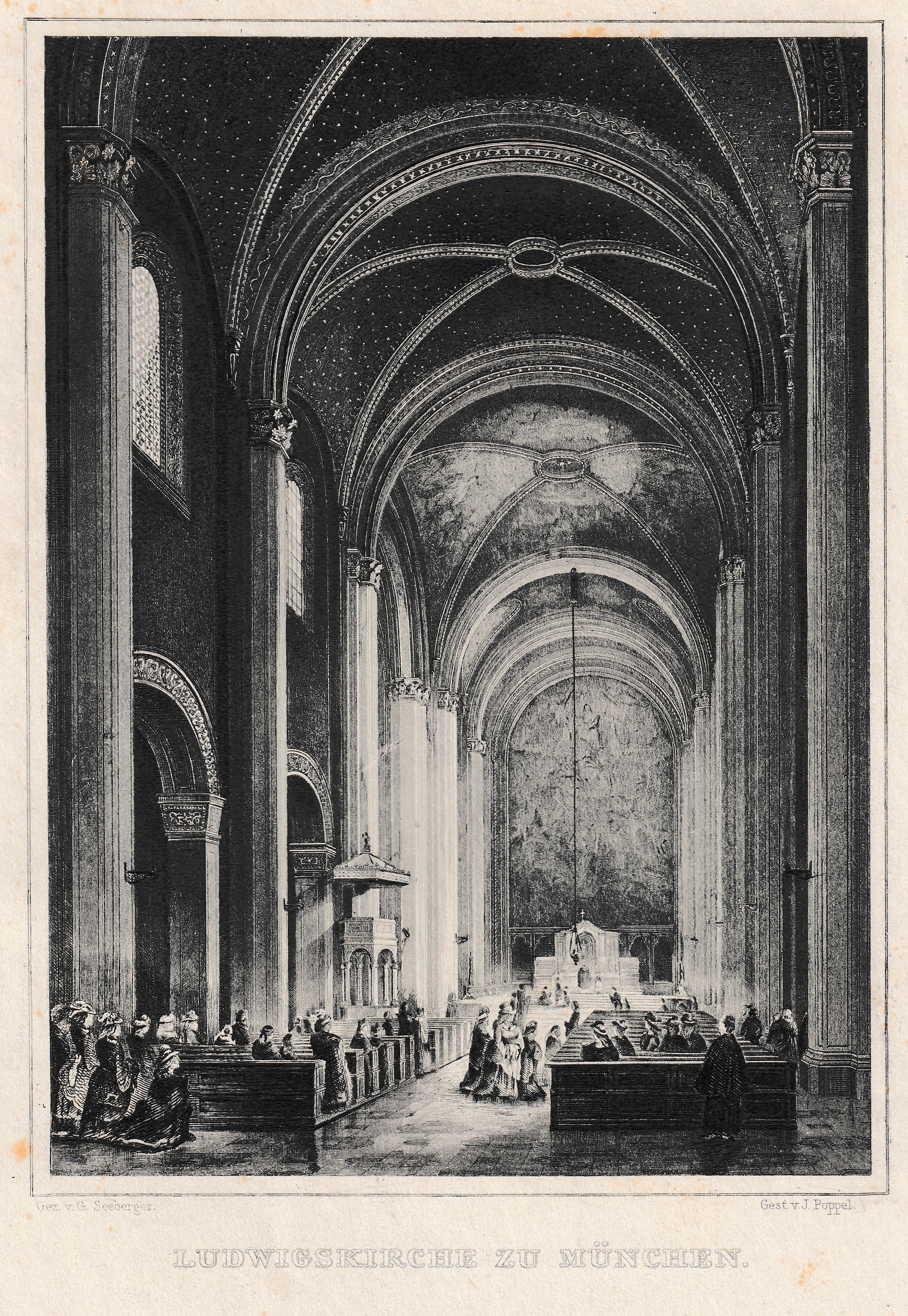
Innenansicht im 19. Jh.

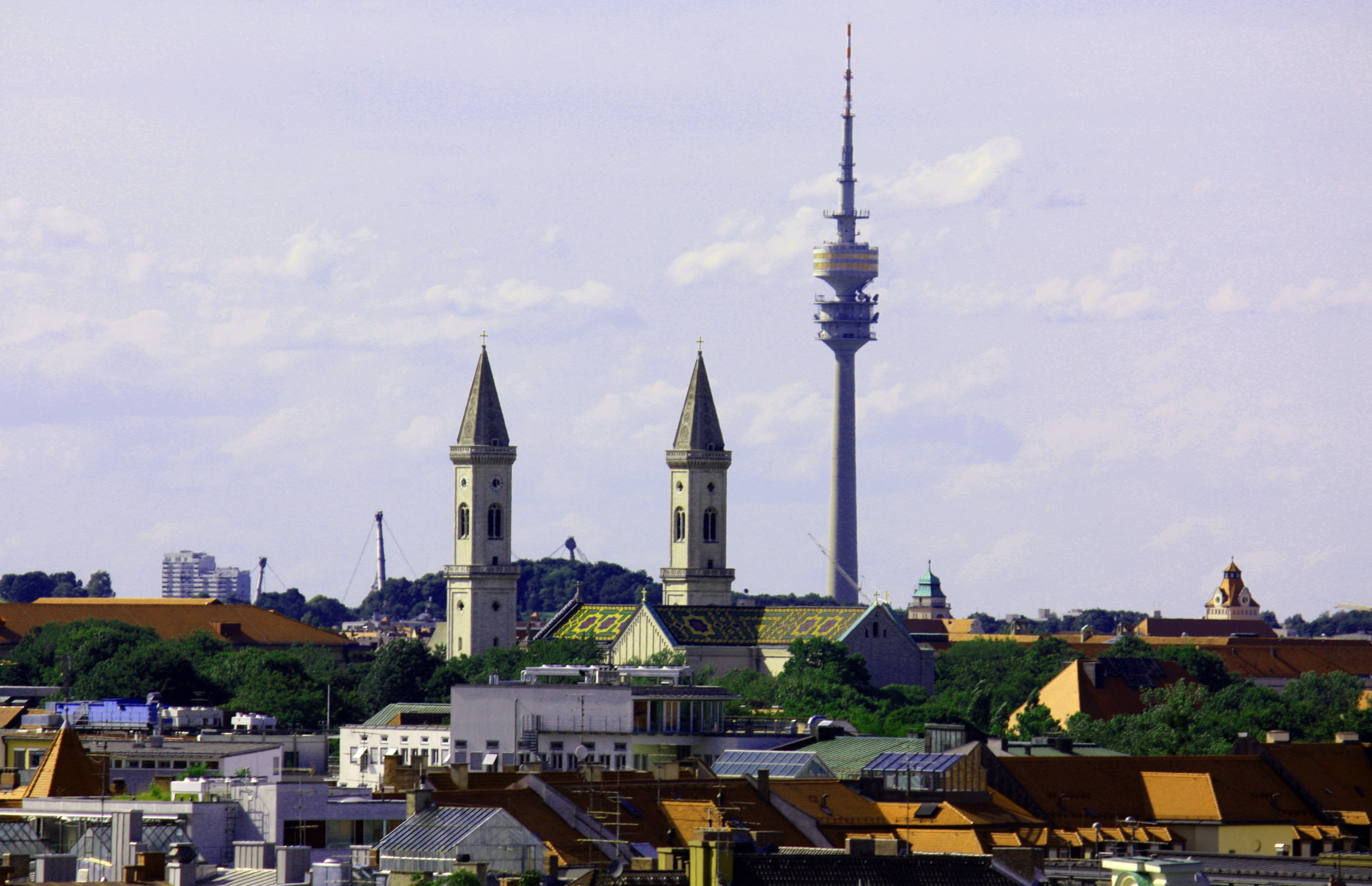
Blick vom Maximilianeum auf Ludwigskirche und Olympiaturm

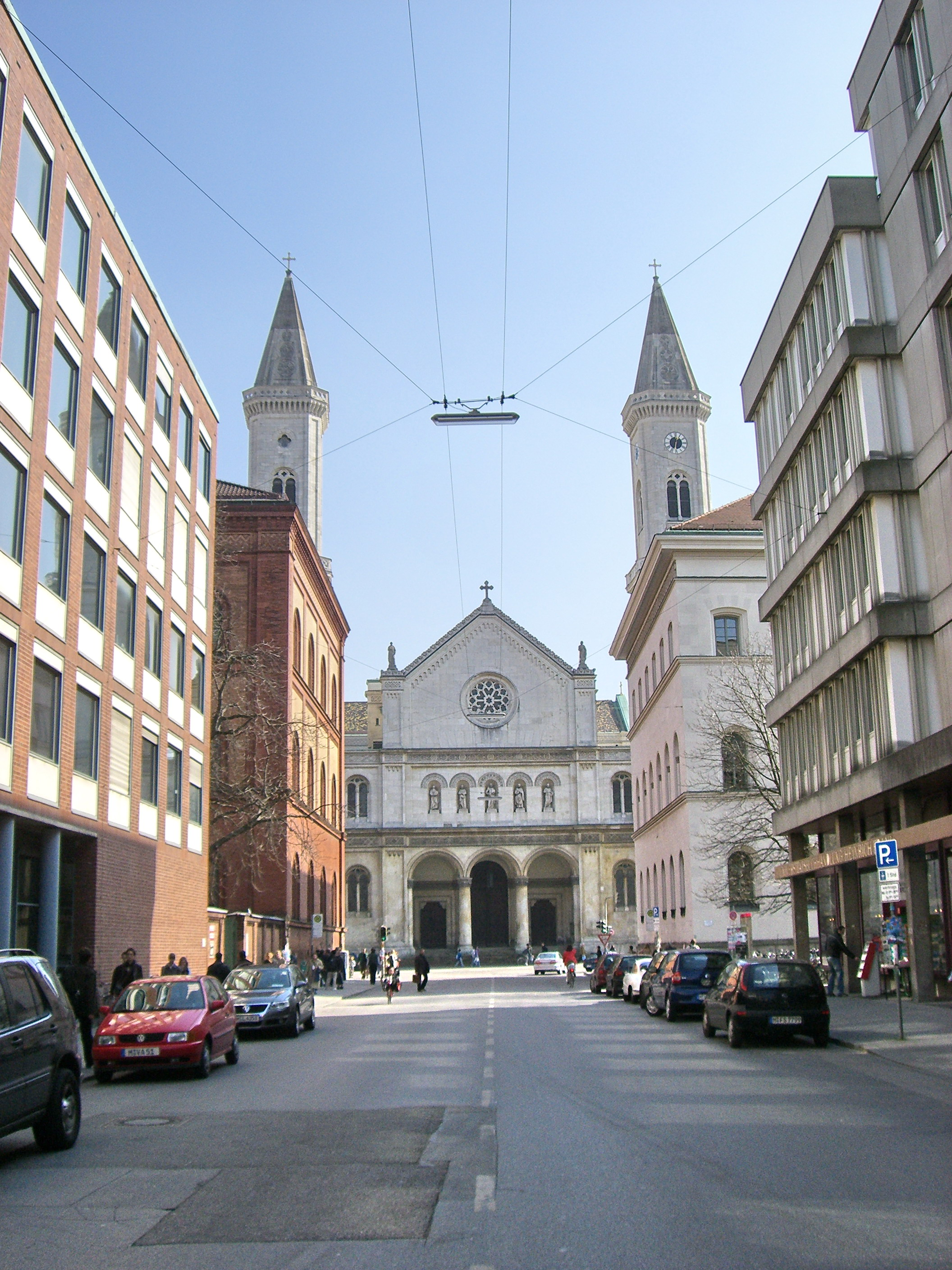
Blick auf St. Ludwig aus der Schellingstraße

### Gründung
Das Schönfeld, das später in die Maxvorstadt aufging, verlor seine Pfarrkirche durch den Um- und Neubau des Kgl. Kriegsministeriums (heute Bayerisches Hauptstaatsarchiv, Ludwigstr. 14/Schönfeldstr. 3) durch Leo von Klenze, der einen Abriss der Maximilianskapelle erforderte. Diesen Umstand nutzte König Ludwig I., um in der Achse der Löwenstraße, der heutigen Schellingstraße, einen Monumentalbau für seine Prachtstraße zu errichten, für die schon früher Leo von Klenze erste Entwürfe eingereicht hatte. 1828 bot er einen Zuschuss in Höhe von 100.000 Gulden aus seinem Privatvermögen an, wenn Friedrich von Gärtner als Architekt ausgewählt und der Grundstein im nächsten Jahr am Tage seines Namenspatrons, Ludwig des Heiligen, also am 25. August 1829, gelegt werden würde. Der Magistrat der Kgl. Haupt- und Residenzstadt München verlangte eine Verlegung der Kirche nach Süden in Richtung Wohngebiete; selbst der 2. Bürgermeister Jakob Klar, der bisher jede Forderung des Königs unterstützt hatte, hielt eine Bebauung der Gegend um die Schellingstraße für einen Zeitraum bis zu 100 Jahren für unwahrscheinlich. Nachdem die Baukosten auf rund 1 Million Gulden geschätzt worden waren, lehnte der Magistrat in seiner Sitzung vom 5. April 1828 den Antrag fast einstimmig ab.
Friedrich von Gärtner vermutete, dass die durch die Grunderwerbungen und Erschließungskosten gerade im Bereich Ludwigstraße hochverschuldete Kgl. Haupt- und Residenzstadt München nur Zeit gewinnen wollte, und wandte sich direkt an Ludwig I. Dieser drohte mit Verlegung der Universität und des Residenzsitzes. Daraufhin gab der Magistrat nach, obwohl die anstehende Rückzahlung französischer Anleihen die Stadt an den Rand des finanziellen Ruins brachte.
So wurde am 25. August 1829 der Grundstein gelegt. 1832 mussten die Arbeiten wegen Kriegsgefahr, politischen Unruhen, Seuchen und der allgemeinen Teuerung eingestellt werden. Es wurden lediglich das Gewölbe geschlossen und durch ein Notdach die bereits vorhandenen Fresken geschützt. Nach dem Finanzausgleich von 1835 zwischen Stadt und Königreich wurden die Arbeiten wieder aufgenommen. Gärtner wurde persönlich für eine Fertigstellung bis 1842 verantwortlich gemacht. Dadurch hoffte die Kgl. Haupt- und Residenzstadt München, den saumseligen Peter von Cornelius zur Vollendung seiner Fresken zu bewegen.
Das Ergebnis der Fresken gefiel aber Ludwig I. nicht; er machte bei einer gemeinsamen Besichtigung der fertigen Kirche mit Cornelius seinem Ärger Luft. Das bewirkte einen Bruch zwischen den beiden. Cornelius ging daraufhin nach Berlin. Am 8. September 1844 wurde St. Ludwig von Erzbischof Lothar Anselm Freiherr von Gebsattel geweiht und dann der Kgl. Haupt- und Residenzstadt München übergeben.

### Frühe Jahre bis zur Gründung der Pfarrei St. Joseph
Am 17. Mai 1845 wurde in St. Ludwig die erste deutsche Vinzenzkonferenz gegründet. König Ludwig I. erlaubte mit diesem Tage die Gründung eines Vereins zur Unterstützung der Armen unter dem Namen „Gesellschaft des hl. Vinzenz von Paul“. Schon 1832 hatte Ludwig I. Schwestern des heiligen Vinzenz von Paul nach München kommen lassen, um Krankenhilfe zu leisten. Aus dieser Initiative ging eine Niederlassung der Barmherzigen Schwestern vom hl. Vinzenz von Paul (Mutterhaus München) hervor. Die Pariser Kontakte des französischen Literaturhistorikers Léon Boré, der um die Mitte der 1840er Jahre in München wohnte, zu Fédéric Ozanam, Initiator der Vinzenzgemeinschaften als Form organisierter Caritas, förderten das Entstehen eines Vinzenzvereins in München.
Erster Pfarrer war Carl Stumpf (1844–1866). Auf ihn folgten Josef Pfaffenberger (1866–1883), Jakob Rathmayer (1884–1901) und Lorenz Gallinger (1901–1910). In die Amtszeit des Letzteren fiel die Renovierung des Innenraumes in den Jahren 1903/1904. Da die Fresken im Hauptschiff als zu wenig prunkvoll galten, wurden sie entsprechend ergänzt. Die von Gärtner nur als rein farbige Wandflächen belassenen Partien wurden unter Verwendung von Ornamenten dekoriert, die in sparsamer Weise original im Chorbereich vorgegeben waren. Allerdings wurden diese Vorbilder verändert, indem man die rein im Sinn von Inkrustationen oder Intarsien gehaltenen Ornamentbänder und Flächen durch Hinterlegung von Schatten plastisch zu machen und durch größere Farbigkeit zu bereichern versuchte. Eine weitere Änderung betraf die Pfeiler, und zwar wurde jeweils die Hauptvorlage mit Ölfarbe grau marmoriert und die begleitenden Lisenen wurden mit den vom Gewölbe her genommenen Ornamentbändern bis unten zum Sockel hin aufgegliedert. Das widersprach der Intention Gärtners. Für ihn bildeten die Pfeilerbündel eine Einheit, dazu waren ihre Kanten und Federungen durch verschieden breite Goldbänder gegliedert. Diese aufstrebenden Lichtkanten sollten die Pfeiler irrational machen, da sie in den „Gewölbehimmel“ führen sollten. Außerdem wurde das Gewölbe des Langschiffes grünlich-blau gefasst, ein zu heller Ton, in dem nicht nur die goldenen Sterne unverständlich waren, sondern der auch in dem tiefen Azurblau der Chorfresken keinen Zusammenhang mehr fand, so dass der Kirchenraum in einzelne Partien zerschlagen schien und die Einheit des Raumes verlorenging. Da durch das Übermaß an Dekoration der Raum seine ursprüngliche lichtdurchflutete Stimmung weitgehend einbüßte, wurden alle Fenster klar verglast. Dadurch wurden sie zu „blendenden Öffnungen“, die die Zerrissenheit des Innenraums nur noch weiter förderten.
Unter Pfarrer Sebastian Fischer (1910–1917) wurde ein Teil des Pfarrbezirks abgetrennt und 1913 die Pfarrei St. Joseph errichtet.

### Entwicklung und Renovierungen des 20. Jahrhunderts

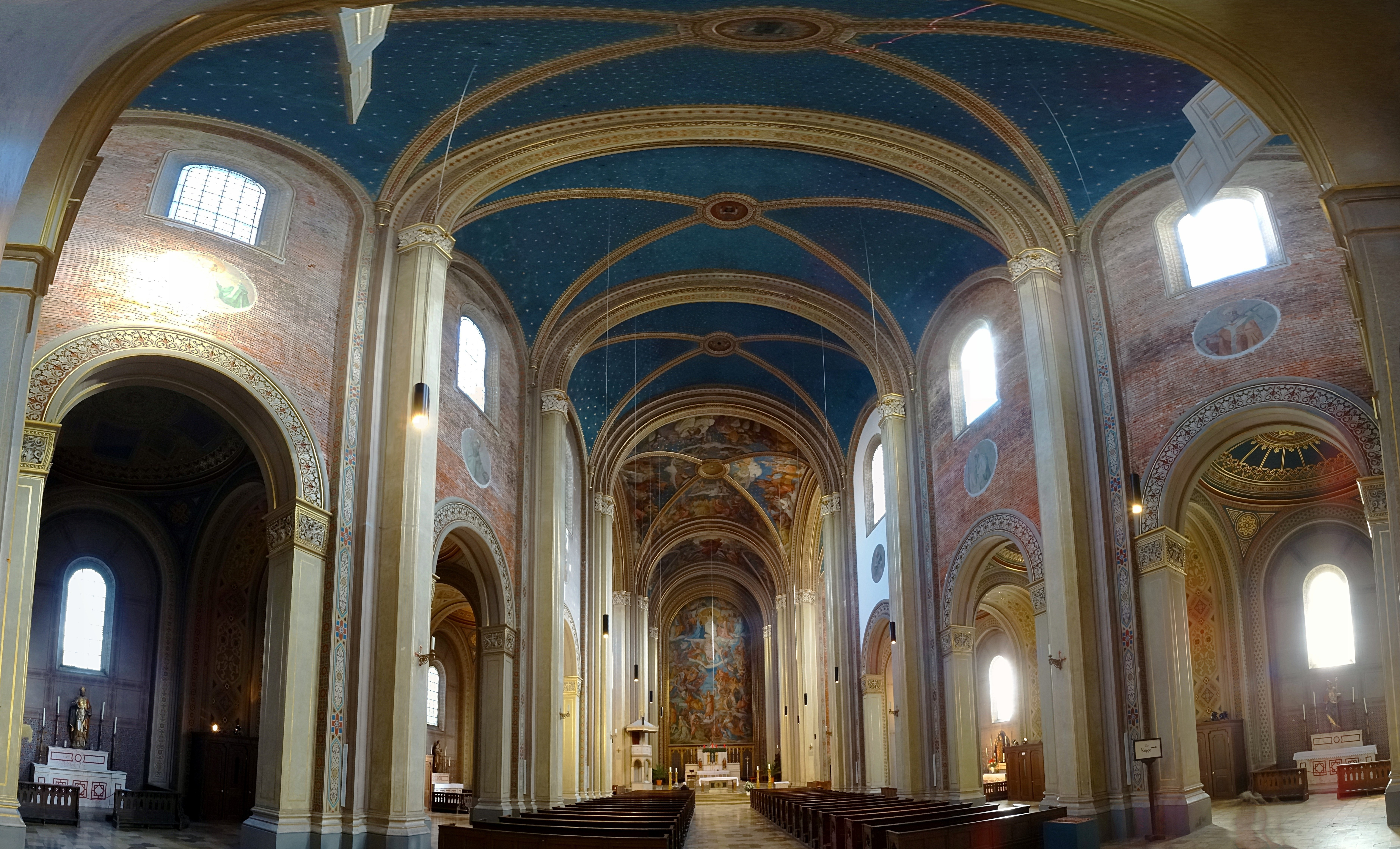
Innenraumpanorama

Dem verkleinerten Gemeindegebiet standen zunächst Georg Uffinger (1917–1918) und Karl Jaegerhuber (1918–1939) vor. Unter Letzterem wurden 1921 Ludwig III., bis 1918 letzter König von Bayern, und seine bereits 1919 verstorbene Frau Marie Therese in der Ludwigskirche aufgebahrt.
Während des Zweiten Weltkriegs und wenige Jahre danach war Karl Nissl (1939–1947) Pfarrer von St. Ludwig. Im Krieg wurde die Ludwigskirche schwer beschädigt. Es waren vor allem Wasserschäden im Gewölbebereich zu verzeichnen (das Gewölbe des südlichen Seitenschiffes war abgestürzt), die Fenster waren bis auf geringe Reste zerstört sowie der Außenputz und zahlreiche Fassadendetails beträchtlich in Mitleidenschaft gezogen. Dennoch beschlagnahmte die US-amerikanische Besatzungsmacht die Kirche und erhob sie zur Garnisonkirche, die sie bis 1949 blieb.
In die lange Amtszeit von Pfarrer Anton Forsthuber (1947–1976) fielen der Wiederaufbau und mehrere bauliche Veränderungen der Ludwigskirche. 1948 wurde das Dach abgedichtet. Dessen altes Muster war durch die schwere Beschädigung und die darauf folgende Noteindeckung im Zweiten Weltkrieg verloren gegangen.
1954 erfolgte der Wiederaufbau durch Erwin Schleich, der die Veränderungen von 1903/1904 in weiten Teilen rückgängig machte. Er plädierte dafür, die bauzeitliche Gestalt wieder herauszuarbeiten. Weil in der Gärtner-Sammlung der Technischen Universität München fast das vollständige Entwurfswerk von Gärtner erhalten ist, war es möglich, Entwurfsabsichten, Raumstimmung und Ausführung durch Freilegungen am Ort zu prüfen. Zudem ist im Stadtmuseum ein perspektivisches Blatt von Gärtner erhalten, das aus der vorderen südlichen Seitenkapelle den Blick ins nördliche Querschiff zeigt, auf dem alle wesentlichen Detailausführungen ablesbar sind. So konnte Schleich den Raumeindruck in Farbstellung und Stimmung anhand dieses Blattes und aufgrund der Freilegung vergleichen.
Ursprünglich waren alle Fenster mit einer damaszierenden Ornamentik in Grisaille bemalt worden, so dass sie zu „selbstleuchtenden“ Elementen wurden, die ein weiches Licht eindringen ließen. An wenigen Stellen, vor allem am großen Fenster im nördlichen Querschiff, sind originale Scheiben im Maßwerk erhalten, so dass die originale Befensterung wiederhergestellt werden konnte. In den Seitenschiffen war den Fenstern, die ansonsten nur schwarz ornamentiert waren, eine gelb umrahmende Borte hinzugefügt, was wohl den Zusammenhang mit der besonders reich ausgeführten ornamentalen Fassung deutlich machen sollte. Eine besondere Schwierigkeit stellte die Rückgewinnung der Fassungen an den Gewölben des südlichen Seitenschiffes dar. Hier existierten nicht nur die Schwarz-Weiß-Abbildungen in der Publikation der Cottaschen Buchhandlung, sondern es waren noch einige Reste der Pendentifs am Ort erhalten. Es ließ sich nun herausfinden, welche Kuppeldekoration zu welchem Pendentif gehörte und wie die Farbigkeit in die Kuppel zu übertragen war.
Am 10. November 1957 wurde der neue Hochaltar geweiht.
Unter Pfarrer Helmut Hempfer (1976–1999) wurde das 150. Kirchweih-Jubiläum aufwendig gefeiert. In seiner Amtszeit wurden 1997 auch die Gebeine des 1968 verstorbenen Romano Guardini im Angedenken an seine Lehrtätigkeit an der Münchner Universität und seine Predigttätigkeit in die Seitenkapelle neben dem Hauptaltar umgebettet.

### Neue Baumaßnahmen im 21. Jahrhundert

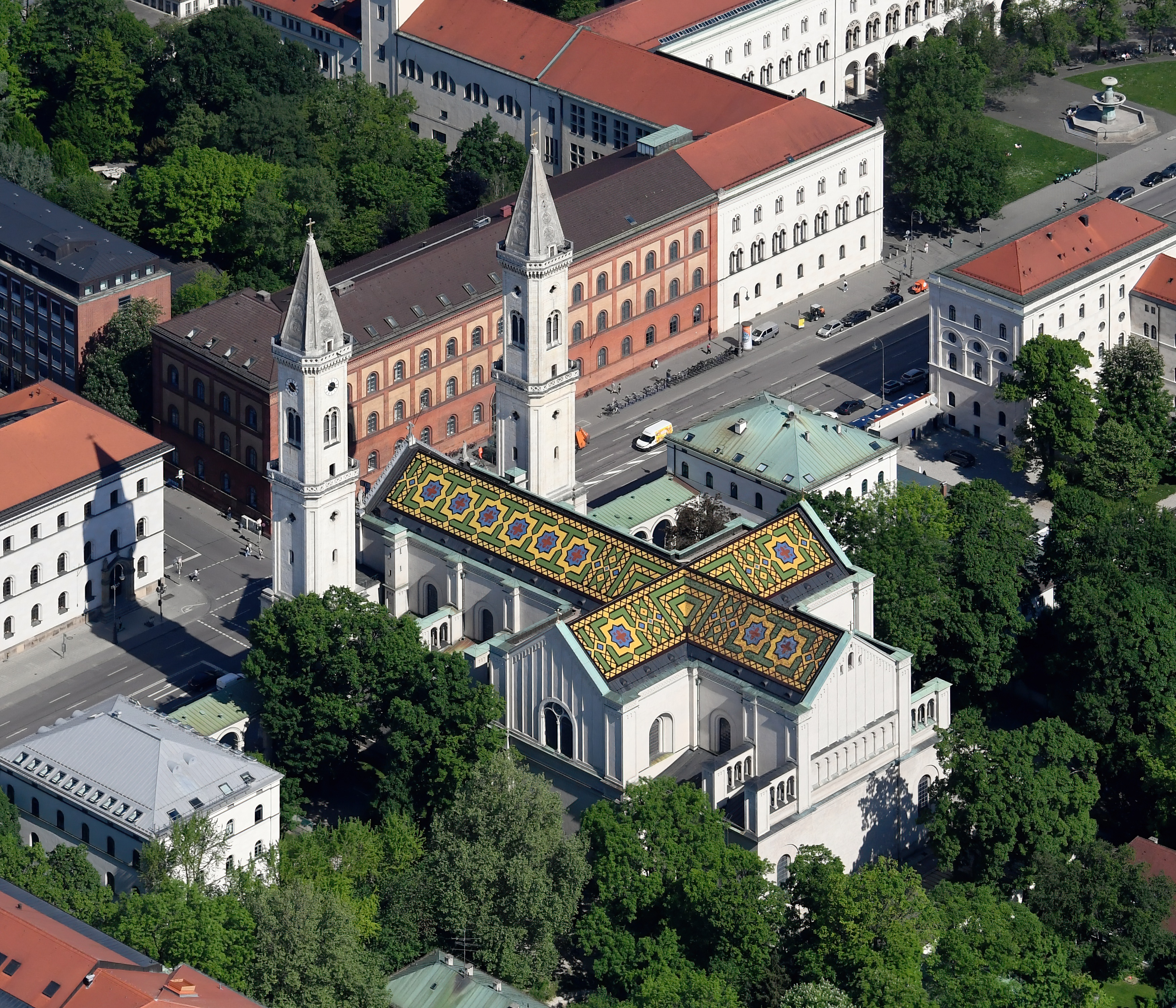
Vogelperspektive auf das 2009 neu eingedeckte Mosaikdach

Als das Kirchendach undicht geworden war und eine Renovierung erforderte, wurde entschieden, die historische Eindeckung wiederherzustellen. In den Jahren 2007 bis 2009 wurde das Dach in dem vom Architekten Friedrich von Gärtner ursprünglich geplanten Mosaikmuster neu gedeckt.
Im Zuge der Dachsanierung fielen kurz vor Ostern 2008 in einem Deckenfresko über dem Hochaltar Putzblasen auf. Zur Sicherheit der Gottesdienstbesucher wurden daraufhin Netze unter der Decke des Hauptschiffs und der Seitenschiffe angebracht. Der Bereich des Hochaltars wurde gesperrt.
Am 13. Juli 2009 wurde die Kirche vorübergehend geschlossen. Bei einer Untersuchung der Wandfresken fand sich eine Asbest-Bitumen-Schicht unter dem Putz, die im 20. Jahrhundert angebracht worden war. Eine Luftmessung ergab keine erhöhte Belastung, da der Asbest ständig vom Putz versiegelt war. Während der Schließung der Kirche wurde der Asbest entfernt. Die Gottesdienste wurden in den Pfarrsaal verlegt. Seit 2010 ist die Ludwigskirche wieder für Gottesdienste und Besucher geöffnet.
Der Ludwigskirche standen in dieser Zeit Bruno Fink (1999–2000), Ulrich Babinsky (2000–2011), Richard Götz (2011–2013) und Markus Gottswinter (2013–2024) vor. Aktueller Pfarrer von St. Ludwig ist seit 1. Februar 2025 Wendelin Lechner.

## Programm und bauliche Auslegung
St. Ludwig vertritt mit dem Bautyp eine Basilika und stellt mit den beiden Westtürmen einen direkten optischen Bezug zur Theatinerkirche her, die am Anfang des Gesamtensembles Odeonsplatz – Ludwigstraße auf der westlichen und damit gegenüberliegenden Seite steht. Somit ist auch hier eine Art Klammer zu beobachten, die allerdings nicht so durchdacht zu sein scheint wie die anderen Bezüge. Der Grundriss der Ludwigskirche ist einzigartig und originell, wie in den Pfarrnachrichten (Posaune   3/2024, S.  8–20) konkretisiert: er bildet ein lateinisches Kreuz aus, unter Berücksichtigung klarer Proportionen, was sich auf die Raumharmonien auswirkt. Aufgrund des relativ kurzen Hauptschiffes, dessen Seitenschiffe kapellenartig rhythmisiert sind (drei Flachkuppeln jeweils), kommt der geräumigen Vierung großes Gewicht zu, wo sich in drei Richtungen die bedeutenden Wand- und Gewölbefresken befinden. Die Ludwigskirche vereint mit ihrer Architektur den romanisierenden Rundbogenstil mit gotischer Höhenbestrebung (aber uneigentliche Gewölberippen an Kreuzgratgewölben) und byzantinisierende Zentralisierung. Mit der Altarinsel in der Vierung (seit 1957) ist die Kreuzung von Haupt- und Querschiff einmal mehr betont, von hier aus wird in drei Richtungen „versus populum“ (gemäß Vatikanum II) zelebriert.
Der neoromanisch-byzantinische Bau im Rundbogenstil wurde zu Mitte des 19. Jahrhunderts wegweisend für einige Sakralbauten, besonders in Nordamerika.

## Bedeutende Kunstwerke
- Das Chorfresko Das Jüngste Gericht wurde von Peter von Cornelius in den Jahren 1836 bis 1840 geschaffen. Es ist nach Michelangelos Fresko zum gleichen Thema in der Sixtinischen Kapelle das zweitgrößte Altarfresko der Welt.
- Die Kalksteinfiguren Vier Evangelisten mit Christus entwarf Ludwig von Schwanthaler, der die Figuren Christus und Lukas auch ausführte.
- Die Medaillons der Bischöfe im Langhaus stammen von Gebhard Fugel (1904).
- Die Skulptur „Golgotha“ schuf Wilhelm Breitsameter im Jahr 2003.

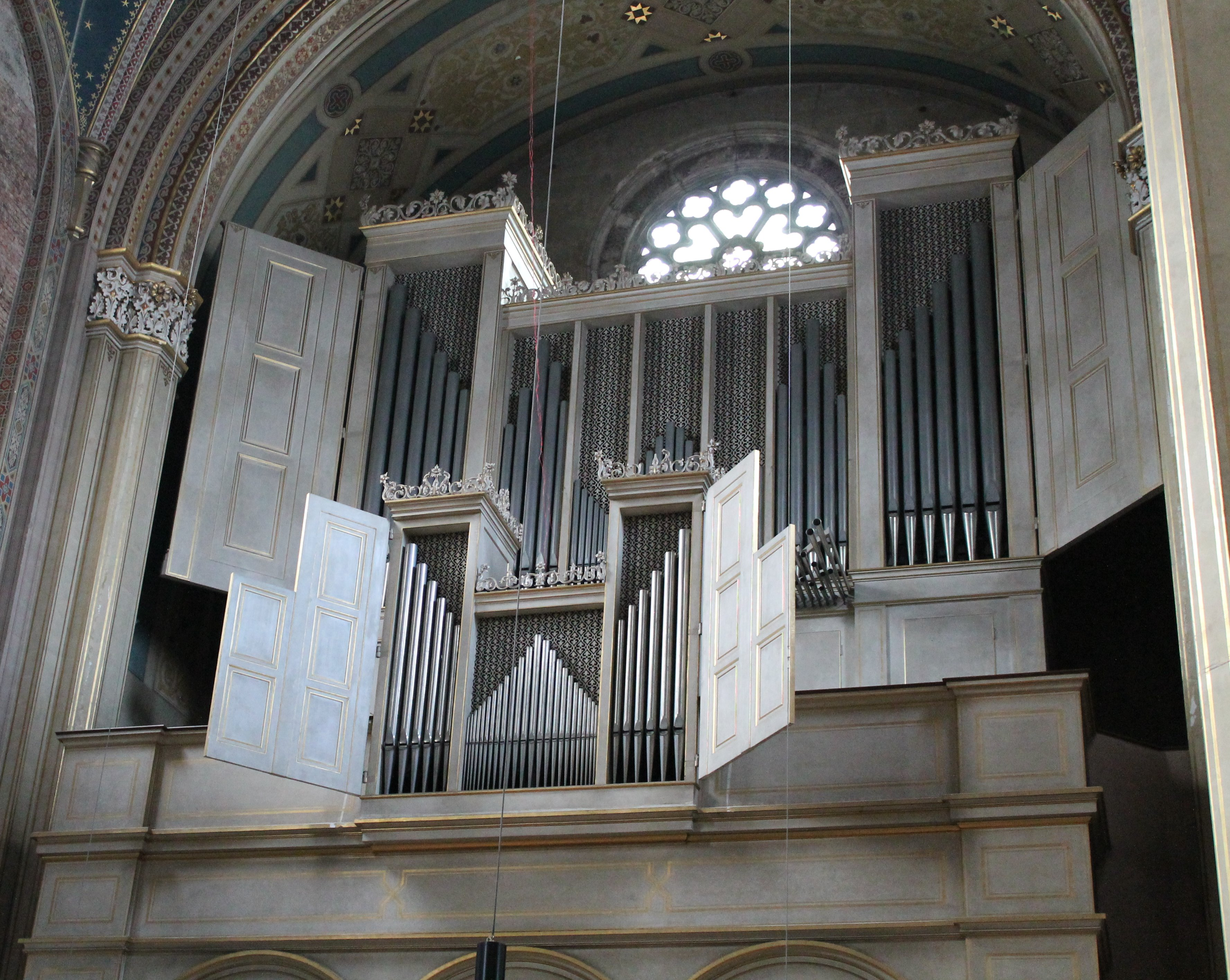
Orgel

|  |  |  |  |  |  |  |

## Orgel
Die Orgel wurde 1960 von Rudolf von Beckerath Orgelbau gebaut. Sie hat 54 Register auf vier Manualen und Pedal. Die Spieltraktur ist mechanisch, die Registertraktur elektrisch. Die Disposition lautet:
| I Rückpositiv C–g3 |             |         |
| 01.                | Principal   | 08′     |
| 02.                | Rohrflöte   | 08′     |
| 03.                | Octav       | 04′     |
| 04.                | Koppelflöte | 04′     |
| 05.                | Quintflöte  | 02 ⁄3′  |
| 06.                | Octav       | 02′     |
| 07.                | Terz        | 01 3⁄5′ |
| 08.                | Quint       | 01 ⁄3′  |
| 09.                | Scharf V    | 01 ⁄3′  |
| 10.                | Dulzian     | 16′     |
| 11.                | Bärpfeife   | 08′     |

| II Hauptwerk C–g3 |              |        |
| 12.               | Principal    | 16′    |
| 13.               | Octav        | 08′    |
| 14.               | Gedeckt      | 08′    |
| 15.               | Octav        | 04′    |
| 16.               | Quint        | 02 ⁄3′ |
| 17.               | Octave       | 02′    |
| 18.               | Mixtur VI    | 02′    |
| 19.               | Scharf IV    | 02⁄3′  |
| 20.               | Trompete     | 16′    |
| 21.               | Sp. Trompete | 08′    |
| 22.               | Sp. Trompete | 04′    |
|                   | Tremulant    |        |

| III Oberwerk C–g3 |                    |        |
| 23.               | Holzflöte          | 08′    |
| 24.               | Gemshorn           | 08′    |
| 25.               | Gemshorn-Schwebung | 08′    |
| 26.               | Principal          | 04′    |
| 27.               | Rohrflöte          | 04′    |
| 28.               | Nasat              | 02 ⁄3′ |
| 29.               | Waldflöte          | 02′    |
| 30.               | Mixtur IV-VI       | 01′    |
| 31.               | Cornett III-V      | 08′    |
| 32.               | Englisch Horn      | 16′    |
| 33.               | Oboe               | 08′    |
|                   | Tremulant          |        |

| IV Brustwerk C–g3 |                    |        |
| 34.               | Holzgedackt        | 8′     |
| 35.               | Holzprincipal      | 4′     |
| 36.               | Gemshorn           | 2′     |
| 37.               | Nasat              | 1 ⁄3′  |
| 38.               | Sifflöte           | 1′     |
| 39.               | Terzian II         | 1 3⁄5′ |
| 40.               | Quintzimbel III-IV | 1⁄2′   |
| 41.               | Krummhorn          | 8′     |
|                   | Tremulant          |        |

| Pedal C–f1 |                  |         |
| 42.        | Principal        | 16′     |
| 43.        | Subbass          | 16′     |
| 44.        | Quint            | 10 2⁄3′ |
| 45.        | Octav            | 08′     |
| 46.        | Spitzgedackt     | 08′     |
| 47.        | Metallflöte      | 04′     |
| 48.        | Nachthorn        | 02′     |
| 49.        | Rauschpfeife III | 02 ⁄3′  |
| 50.        | Mixtur VI        | 02 ⁄3′  |
| 51.        | Fagott           | 32'     |
| 52.        | Posaune          | 16′     |
| 53.        | Trompete         | 08′     |
| 54.        | Trompete         | 04′     |

- Koppeln: I/II, III/II, IV/II, II/P, III/P,
- Spielhilfen: 4 × 64 Setzerkombinationen

## Glocken
St. Ludwig besitzt sechs Glocken aus Bronze, die nach den Schutzpatronen des engsten Familienkreises Ludwigs I. benannt sind. Sie hängen in den beiden 71 Meter hohen Türmen. Im Südturm hängen die Ludwigs- und Theresienglocke (benannt nach den Namenspatronen des Königspaares), im Nordturm sind die Maximilians-, Otto-, Luitpold- und Adalbertglocke (nach den Namenspatronen von deren Kindern benannt). Die große Ludwigsglocke läutet jeden Freitag um 15 Uhr für etwa sieben Minuten zum Gedächtnis an die Sterbestunde Jesu. Die folgende Übersicht nennt Einzelheiten zu den Glocken.
| Glocke | Name       | Gussjahr | Gießer                     | Gewicht  | Durchmesser | Schlagton |
| ------ | ---------- | -------- | -------------------------- | -------- | ----------- | --------- |
| 1      | Ludwig     | 1839     | Johann Frühholz, München   | 3400 kg0 | 1870 mm     | a°+8      |
| 2      | Therese    | 1959     | Karl Czudnochowsky, Erding | 1880 kg0 | 1445 mm     | c′+9      |
| 3      | Maximilian | 1839     | Johann Frühholz, München   | 650 kg   | 1220 mm     | e′+7      |
| 4      | Otto       | 1839     | Johann Frühholz, München   | 550 kg   |             | g′+8      |
| 5      | Luitpold   | 1867     | Joseph Bachmair, Erding    | 300 kg   | 800 mm      | b′+4      |
| 6      | Adalbert   | 1959     | Karl Czudnochowsky, Erding | 220 kg   | 720 mm      | c″+9      |

## Pfarreien
St. Ludwig beheimatet eine Territorialpfarrei. Der Pfarrsprengel umfasst heute den östlichen Teil der Maxvorstadt und den südlichsten Teil von Schwabing. Der Sprengel wird im Norden durch die Franz-Joseph-Straße und die Martiusstraße begrenzt, im Osten durch den Eisbach, so dass ein wesentlicher Bereich des südlichen Englischen Gartens mit dem Chinesischen Turm und dem Monopteros in der Pfarrei liegt. Im Süden bilden die Von-der-Tann-Straße und der Oskar-von-Miller-Ring sowie die Theresienstraße die Grenze zur Nachbarpfarrei St. Bonifaz. Die Arcisstraße trennt St. Ludwig von der Nachbarpfarrei St. Joseph, wobei der Alte Nördliche Friedhof noch zum Pfarrgebiet von St. Ludwig gehört.
Neben der Territorialpfarrei besteht eine Personalpfarrei für römisch-katholische Studenten und Mitarbeiter der Ludwig-Maximilians-Universität. Die Gemeinde wird durch ihre gleichzeitige Rolle als Universitätskirche und ihre räumliche Nähe zur Ludwig-Maximilians-Universität geprägt.
Auch die Syrisch-Maronitische Kirche von Antiochien feiert regelmäßig Gottesdienste in der Ludwigskirche. St. Ludwig engagiert sich darüber hinaus in der Ökumene.
Die Ludwigskirche verfügt über eine Vinzenzkonferenz, dazu seit 1904 über eine Pfarrbücherei, außerdem über zwei Kindergärten und einen Pfarrbrief.

## Persönlichkeiten

### Universitätsprediger
- Liste der Universitätsprediger der Ludwig-Maximilians-Universität München in St. Ludwig

### Weitere Persönlichkeiten
- Walter Klingenbeck (1924–1943), Widerstandskämpfer gegen den Nationalsozialismus